# Ирмина от Еран
Света Ирмина от Еран, също Ирмина от Трир (на немски: Irmina von Oeren, Irmina von Trier, † 25 декември 704/710) е съпруга на Хугоберт от фамилията Хугобертини, който е сенешал и пфалцграф при Меровингите в Австразия. Тя е прапрабаба на Карл Велики (Каролинги).

## Произход и религиозна дейност
Не е известно кои са нейните родители, преди се предполагало, че е дъщеря на крал Дагоберт I в Австразия.
Малко след смъртта на нейния съпруг тя подарява през 697/698 г. и помага за основаването на манастир Ехтернах заедно с епископ Басин от Трир и неговия племенник епископ Лиутвин от фамилия Гвидони и го дава на епископ Вилиброрд.
Ирмина е втората абтеса на женския манастир Оерен (преди „Св. Мариен“, по-късно преименуван на „Св. Ирминен“) в Трир. Тя е наричана в Трир основателка също и на този манастир.
Тя умира между 704 и 710 г., вероятно в края на 705 или началото на 706 г. Погребана е вероятно на 24 декември 708 г. във Вайсенбург в Елзас, в corpus integrum sce, съществувал до 15 век. Там се брои в реликвите с надписа: Yrmene virginis, filie Dagoberti regis.

## Фамилия
Ирмина се омъжва за Хугоберт († 697/698), внук на dux Теотар. Двамата имат децата:
- Плектруда († 10 август 725), ∞ ок. 670 г. за Пипин Средни († 714) (Арнулфинги)
- Адела (* 660, † 735), игуменка на основания от нея женски манастир Пфалцел до Трир; ∞ Одо, vir inluster
- Регинтруда (* 660/665, † 730/740), ∞ Теудеберт, херцог на Бавария 608 – 717/718 (Агилолфингер)
- Хроделинда, ∞ за Бернар (Вилхелмиди)
- Бертрада Стара (* 660; † 721), ∞ NN; майка на Хериберт от Лаон, бащата на Бертрада Млада († 783), която е майка на Карл Велики († 814)
- вероятно и на Свети Хуберт († 727), епископ на Лиеж

## Галерия
- Бившият манастир Св. Ирминен (преди Оерен) в Трир
- Манастирската църква Ехтернах